# Charley Booker
Charley Booker (* 3. September 1925 in Moorhead, Mississippi, USA; † 20. September 1989 in South Bend, Indiana, USA) war ein US-amerikanischer Bluessänger und -gitarrist aus dem Mississippi-Delta, der Anfang der 1950er Jahre für Modern Records aufnahm.

## Biografie
Booker wurde nach eigenen Angaben 1925 auf einer Plantage zwischen den Mississippi-Gemeinden Moorhead und Sunflower geboren. Die Quellen geben unterschiedliche Geburtsjahre an, in den Unterlagen der Sozialversicherung wird 1919 genannt.
Booker lernte das Gitarrespielen von seinem Onkel, der mit Charley Patton gespielt hatte. Booker gab an, dass er als Kind Patton in der Nähe von Indianola, Mississippi, auftreten sah. Seit Ende der 1930er Jahre war er gelegentlich als Musiker tätig. 1947 zog er nach Greenville, Mississippi, wo er mit dem Pianisten Willie Love arbeitete und auch Elmore James, Sonny Boy Williamson II, Ike Turner und Houston Boines traf oder mit ihnen zusammenarbeitete. Ab 1951 hatte er eine eigene Radiosendung.
1952 wurde Booker von Ike Turner gebeten, für Modern Records aufzunehmen. Booker wurde von Houston Boines an der Mundharmonika und Turner am Klavier begleitet. Die Session resultierte in zwei Singles, die unter Bookers Namen veröffentlicht wurden, und sechs Tracks als Begleitmusiker für Boines. Eine Session später im selben Jahr für Sam Phillips blieb damals unveröffentlicht.
1953 zog Booker nach South Bend, Indiana, und hörte auf, Musik als Vollzeitjob zu machen, trat jedoch weiterhin gelegentlich vor Ort auf; seine einzige weitere Aufnahme entstand bei einem Auftritt mit Joe Willie Wilkins beim Blues-Festival 1973 an der University of Notre Dame in South Bend.
Booker starb am 20. September 1989 in South Bend.